# Nescioperla
Nescioperla is een geslacht van steenvliegen uit de familie Gripopterygidae. De wetenschappelijke naam van het geslacht is voor het eerst geldig gepubliceerd in 1982 door Theischinger.

## Soorten
Nescioperla omvat de volgende soorten:
- Nescioperla curtisae Theischinger, 1982